# Chi1 Orionis
Chi1 Orionis (χ1 Orionis / χ1 Ori) ist ein Doppelsternsystem im Sternbild Orion. Die Umlaufzeit des Systems beträgt rund 14 Jahre, die große Halbachse misst ca. 95 mas.
Es wird vermutet, dass Chi1 Orionis ein Mitglied des Ursa-Major-Bewegungshaufens ist.